# Cesare Arbasia
Cesare Arbasia (Saluzzo, 1547 circa – Torino, 1614) è stato un pittore italiano.
Manierista, fu attivo a Saluzzo, Roma, Malaga e Cordova. Collaboratore di Federico Zuccari, fu decoratore della cattedrale di Cordova. Successivamente, tornato in Italia nel 1601, dipinse il coro di Savigliano.
Attivo a Lagnasco presso i Taparelli d'Azeglio verso il 1560, dove contribuì al ciclo di affreschi del castello di Ponente.